# Podomorfos auf den Kanarischen Inseln
Podomorfos sind in Felsen eingeschlagene oder eingeritzte Darstellungen von Fußsohlen. Sie wurden auf den Kanarischen Inseln an vielen Stellen, z. T. in großer Anzahl, gefunden. Es wird heute davon ausgegangen, dass sie von den Ureinwohnern der Inseln geschaffen wurden.

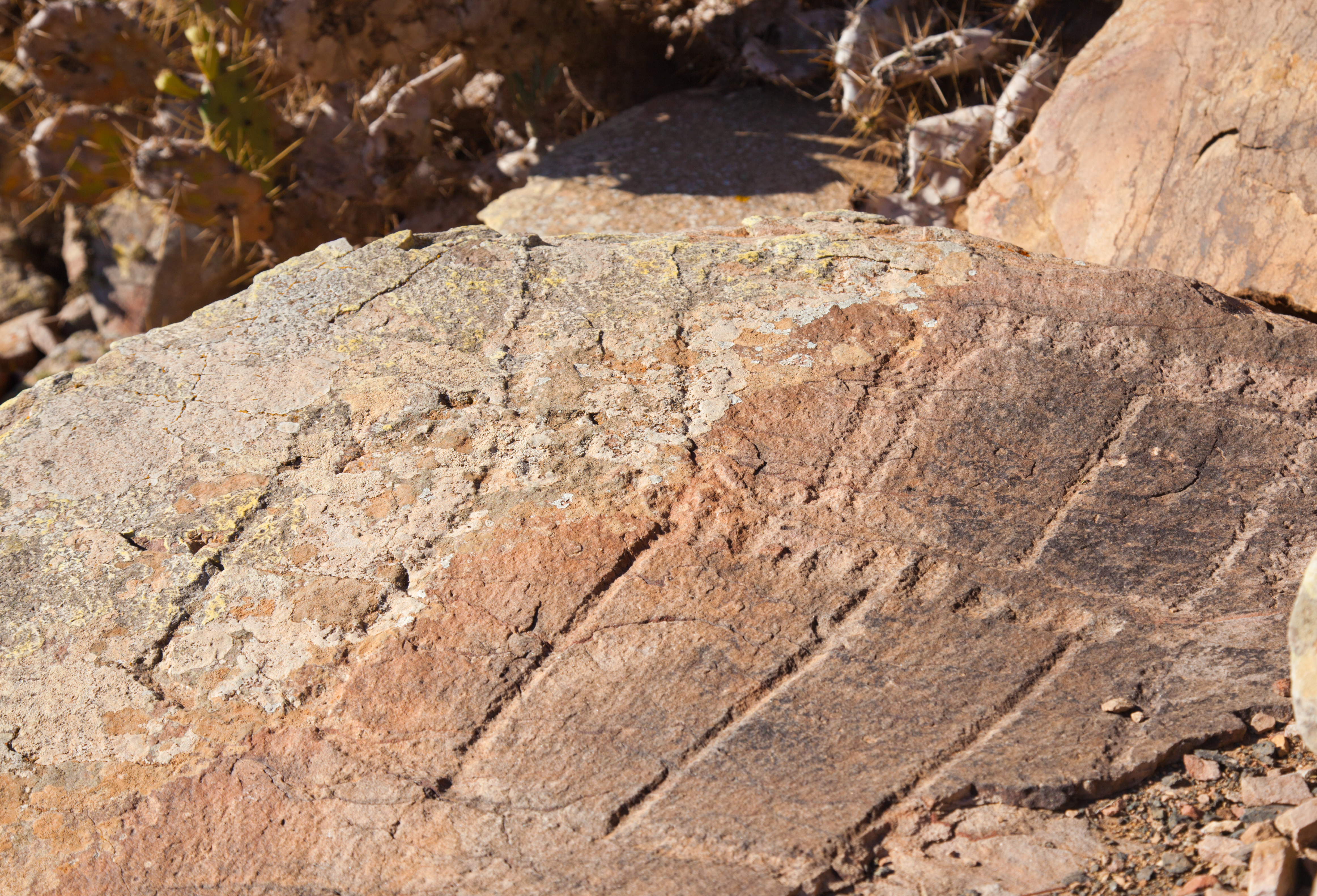
Podomorfos in der Zona Arqueológica Montaña de Tindaya

## Wissenschaftliche Erforschung der Podomorfos
Ab dem Ende des 19. Jahrhunderts bemühte sich die Geschichtsforschung auf den Kanarischen Inseln hauptsächlich darum, die historischen Quellen zu überprüfen. Die schriftlichen Quellen, die über die Kanarischen Inseln vor der Zerstörung der Kultur der Ureinwohner berichten, erwähnen keine podomorphen Felsbilder. Sie wurden daher nur am Rand wahrgenommen. Abgezeichnete Petroglyphen, besonders die stark vereinfachten Fußdarstellungen, waren in den Sammlungen der Amateurarchäologen auch nicht so spektakulär wie Mumien, Schädel, Idolos oder Tonschüsseln. Darüber hinaus bestand bis in die 1970er Jahre verbreitet die Ansicht, dass die Petroglyphen, insbesondere die Schriftzeichen, aber auch die Podomorfos, nicht von den Ureinwohnern, sondern von Besuchern der Inseln stammten. Es wurde auch angenommen, dass sie, ebenso wie andere Petroglyphen, besonders auf Lanzarote und Fuerteventura, erst nach der Ankunft der Europäer im 16. Jahrhundert entstanden sind. Das führte dazu, dass die Petroglyphen auf den Kanarischen Inseln nur ein geringes Interesse in der historischen Forschung fanden. Die ersten beschreibenden und vergleichenden Studien sowie die Systematisierung der Petroglyphen aller Inseln, in einen Zusammenhang mit anderen archäologischen Funden, begannen erst zu Beginn der 1970er Jahre.

## Beschreibung
Bei den Fußabbildungen gibt es eine große Zahl von Unterschieden im Bezug auf den Grad der Abstraktion und auf die Art der Wiedergabe der Zehen. Es werden sowohl einzelne Füße dargestellt, es gibt aber auch eindeutig als Fußpaare erkennbare Darstellungen. In einigen Fällen sind bis zu fünf Füße in einer Art Fries aneinandergereiht. Um eine genauere Beschreibung der unterschiedlichen Funde von Podomorfos zu ermöglichen, wurden verschiedene Systeme der Klassifikationen vorgeschlagen.

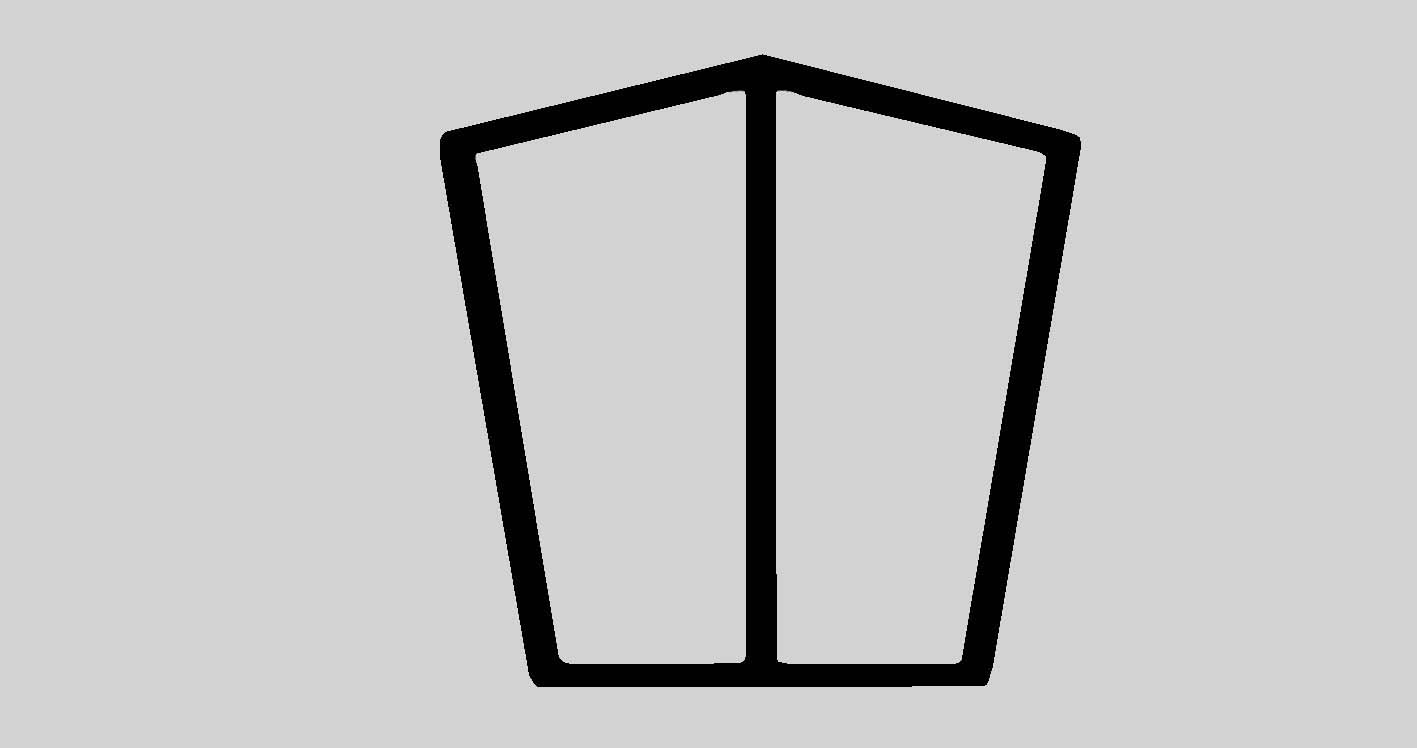
Typ C

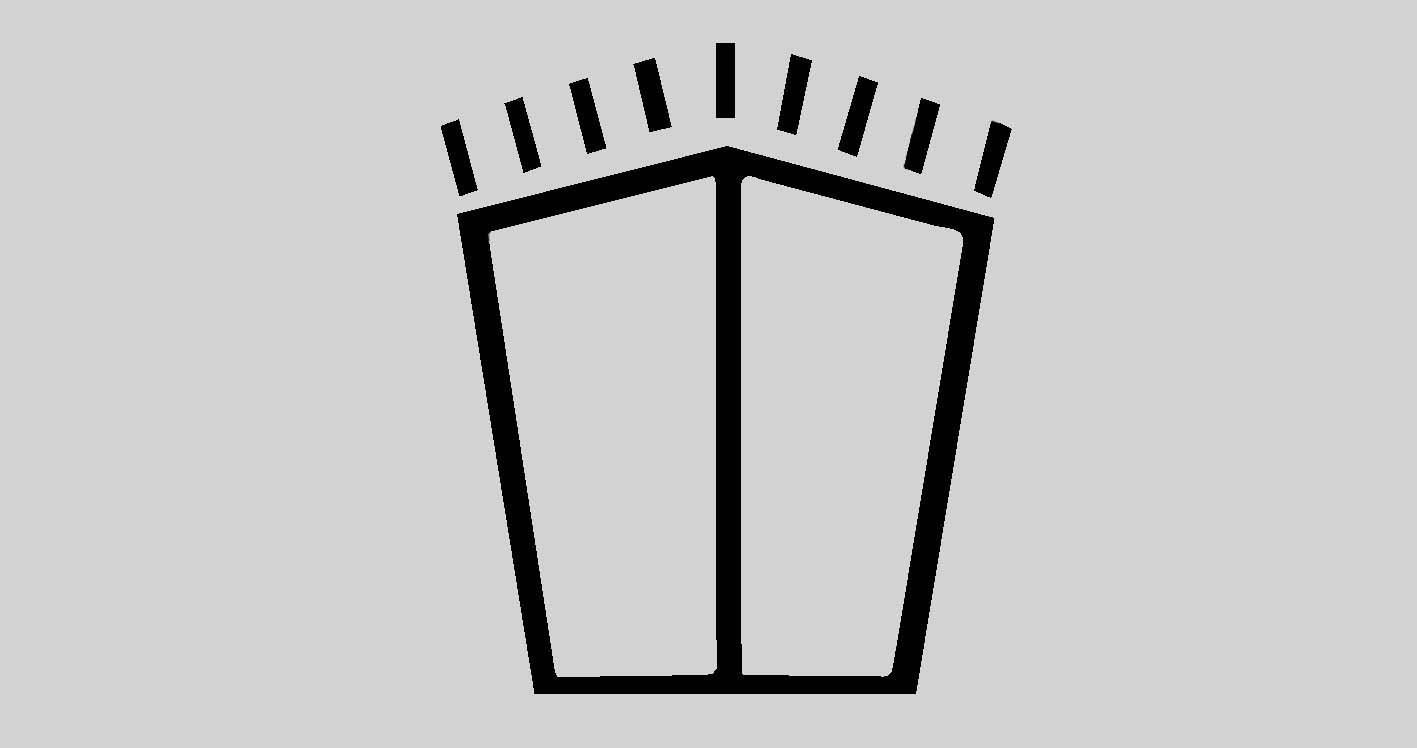
Typ B

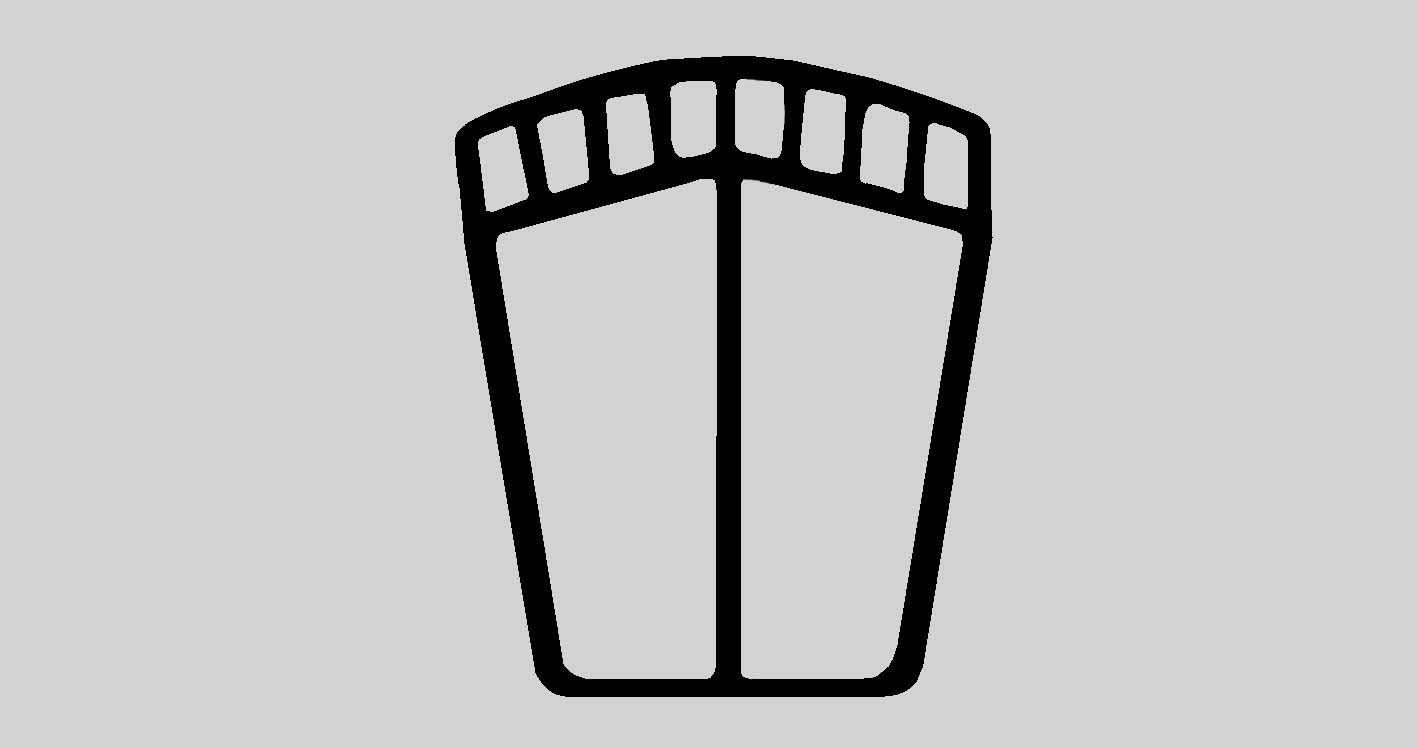
Typ A

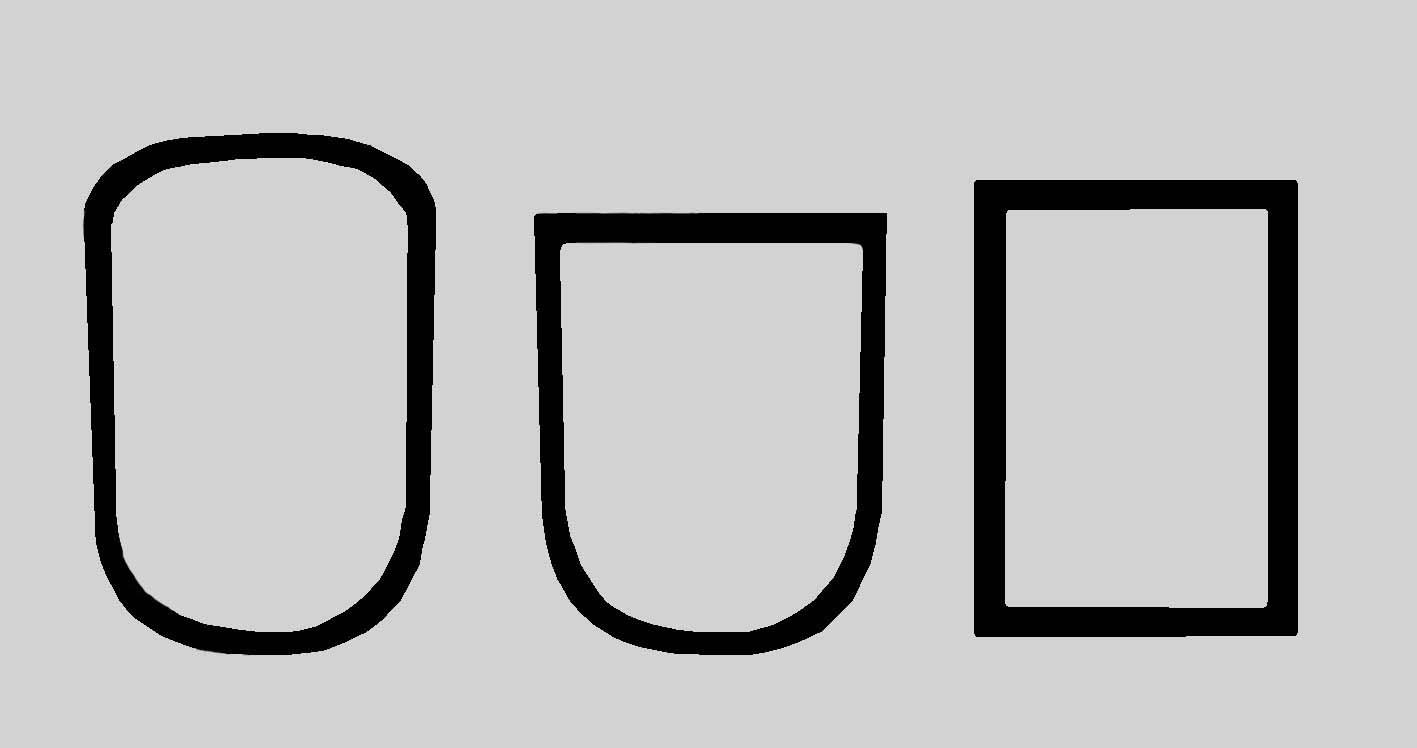
Typ F

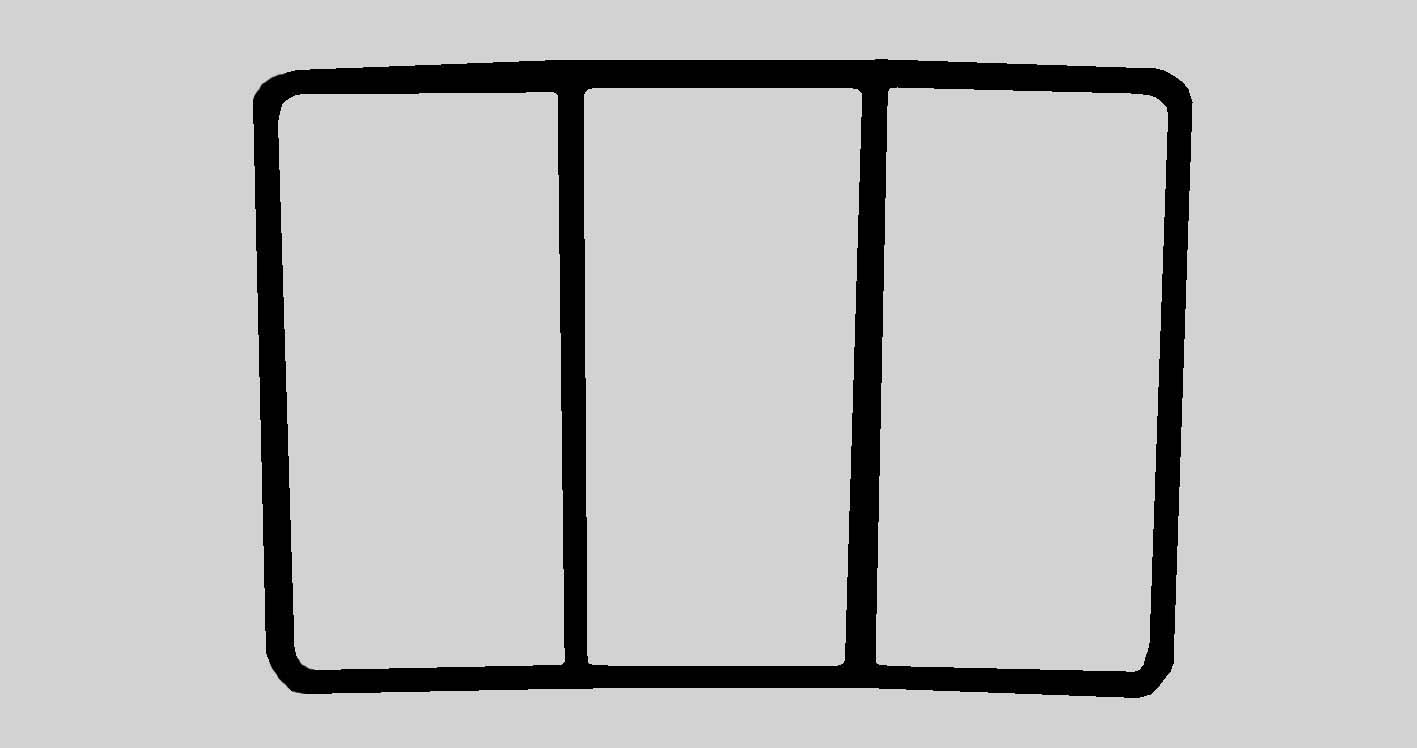
Typ E

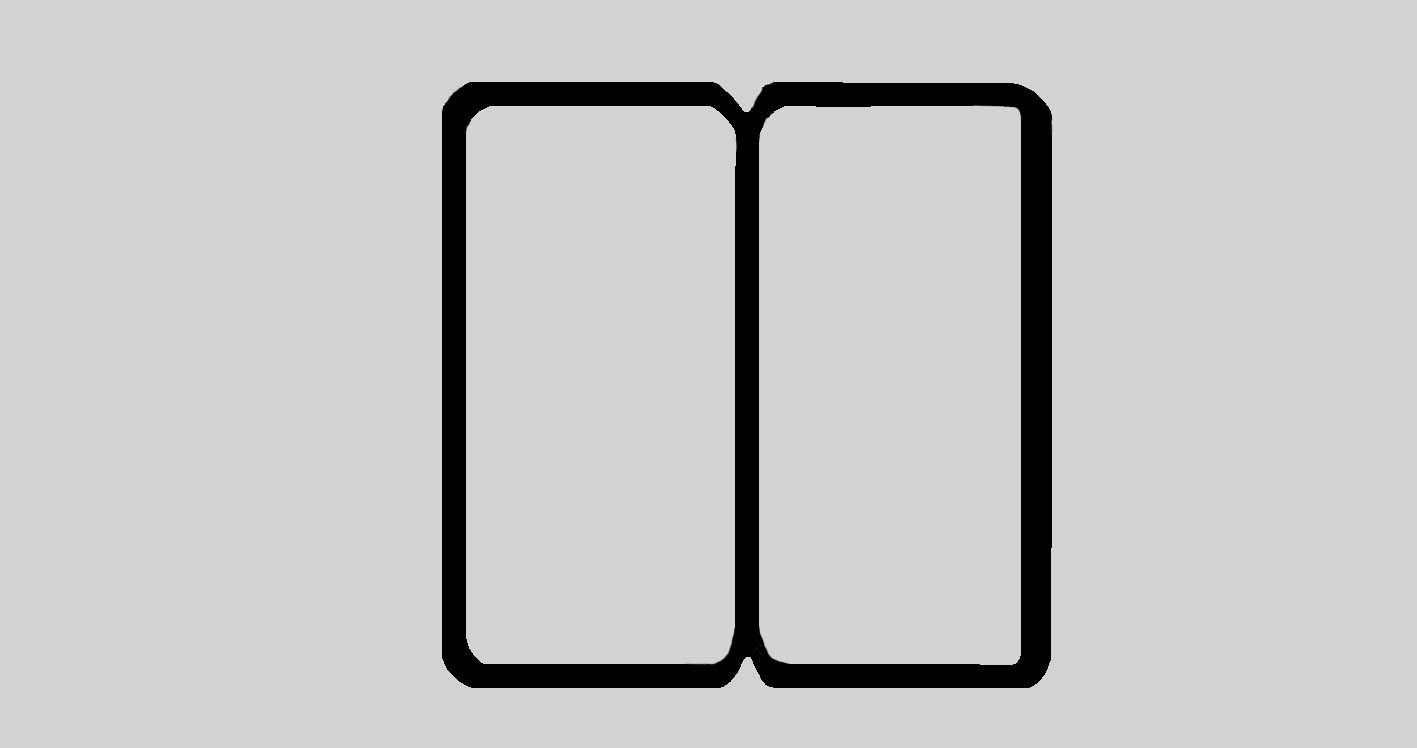
Typ D

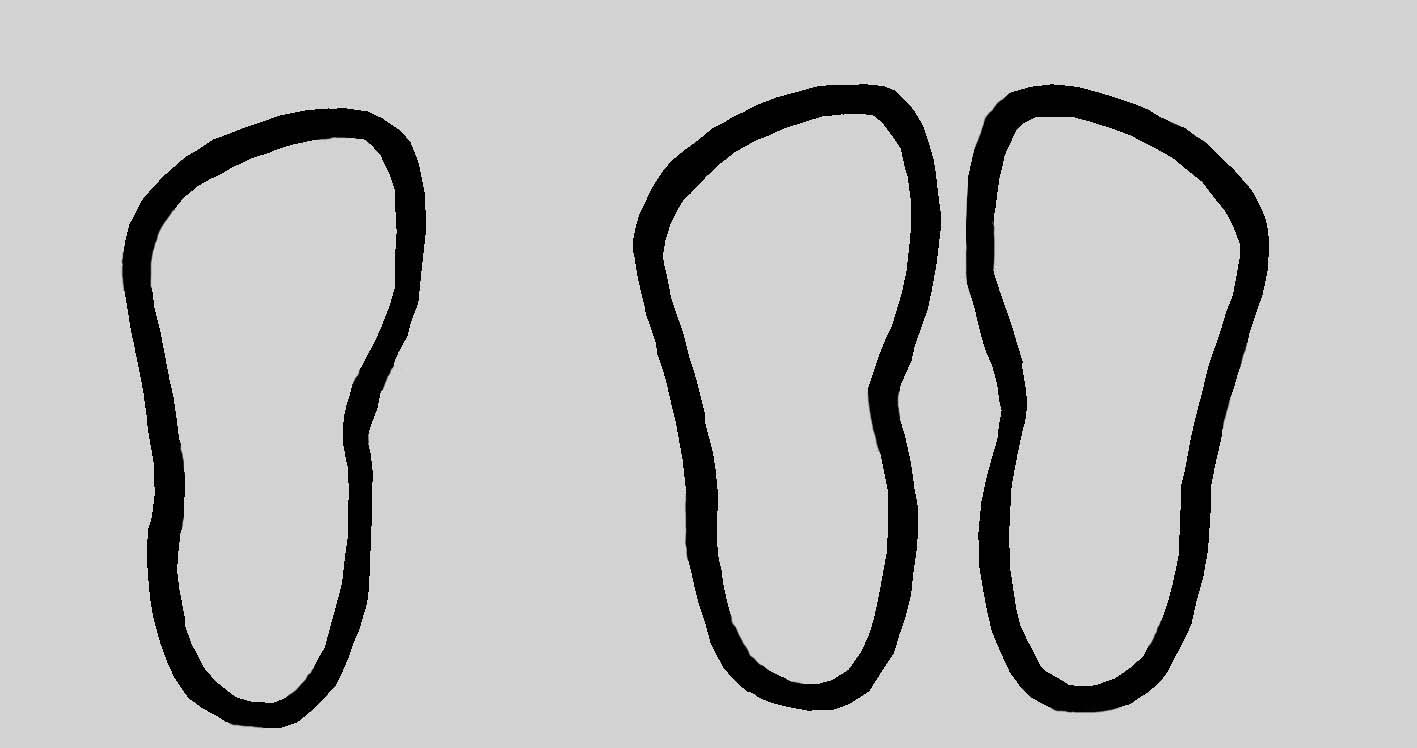
Typ I

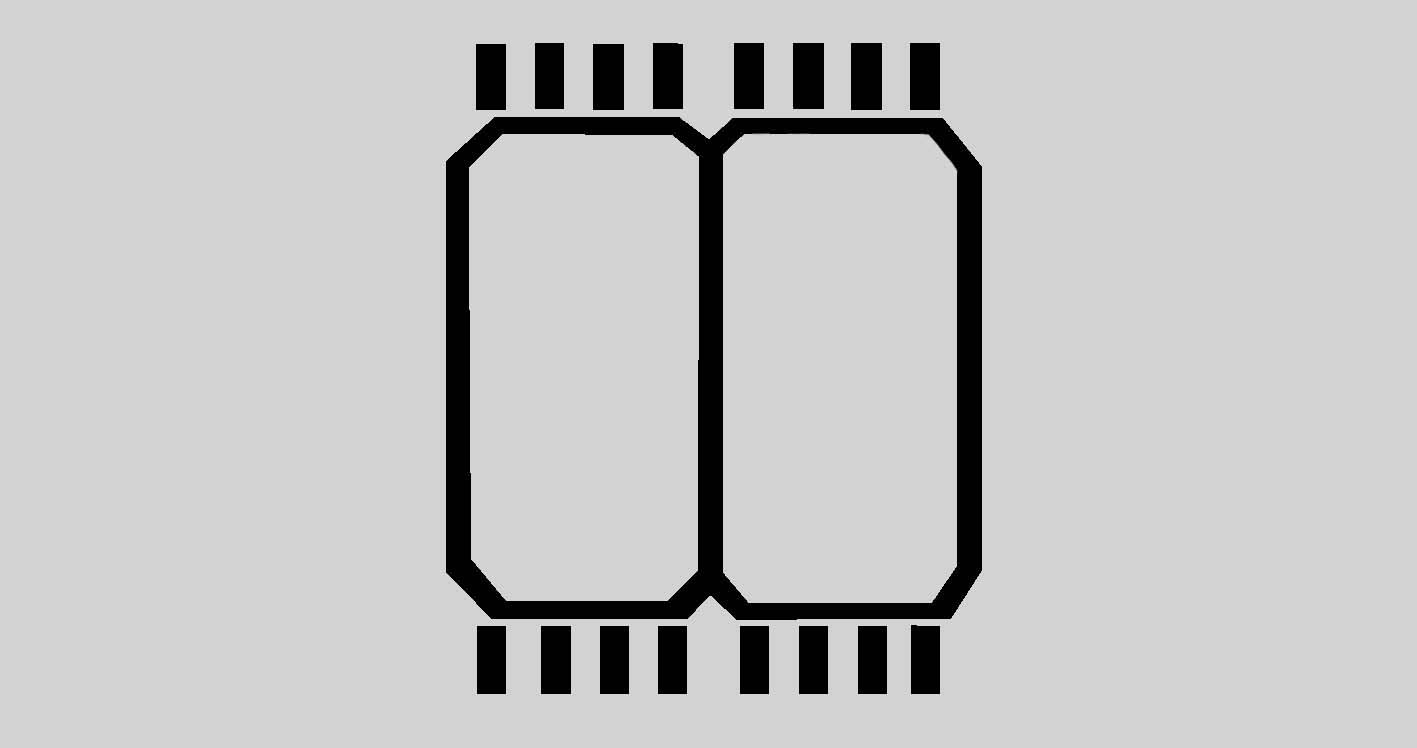
Typ H

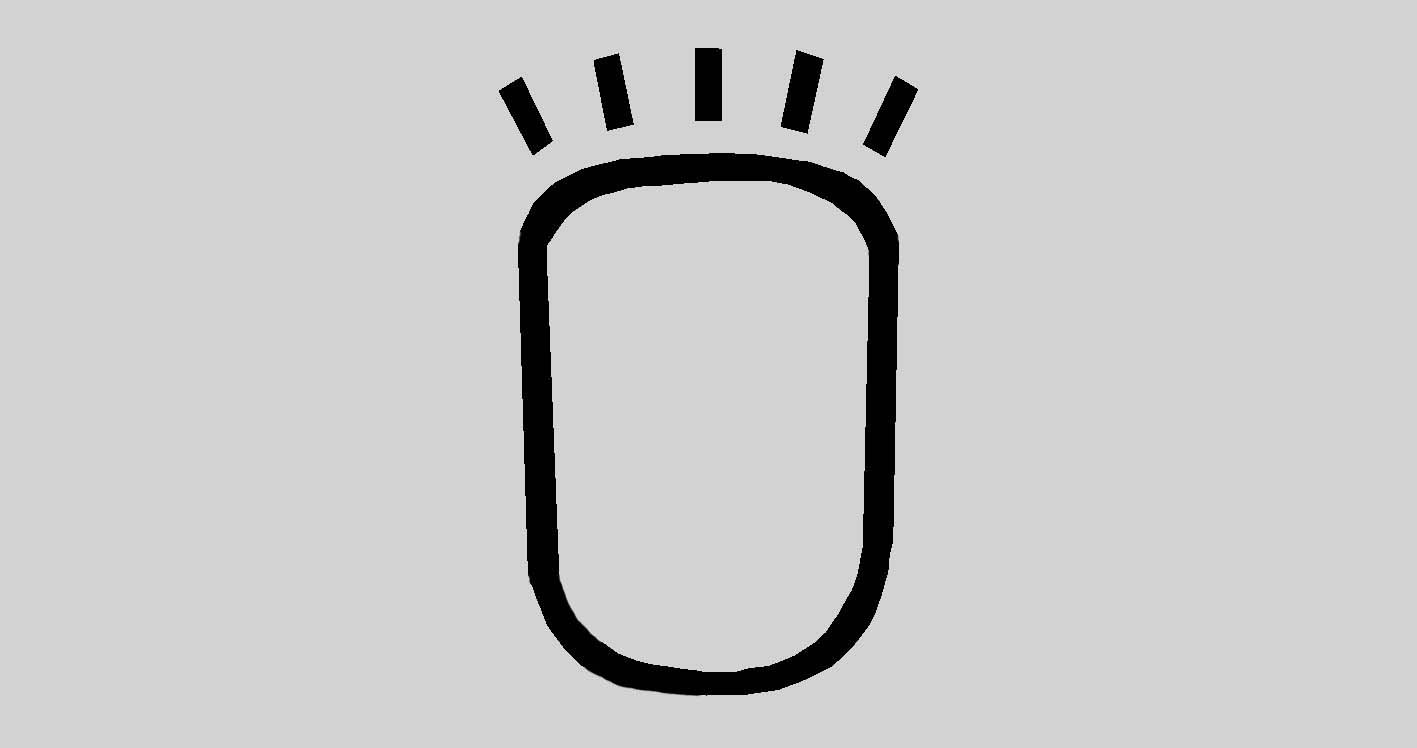
Typ G

- Typ A: Fußpaar, Zehen als Flächen, vage Anlehnung an die Anatomie
- Typ B: Fußpaar, Zehen als Striche, vage Anlehnung an die Anatomie
- Typ C: Fußpaar, vereinfacht sehr vage Anlehnung an die Anatomie, ohne Zehen
- Typ D: Fußpaar, stark schematisiert (abgerundete Rechtecke) ohne Zehen
- Typ E: Fries aus mehreren Füßen oder Fußpaaren, stark abstrahiert, ungerade Anzahl möglich
- Typ F: Einzelfuß, mehr oder weniger abgerundet, stark schematisiert, ohne Zehen
- Typ G: Einzelfuß, abgerundete Form sehr vage Anlehnung an die Anatomie, mit Zehen
- Typ H: Fußpaar, stark vereinfacht mit Zehen an beiden Seiten, unreale Zehenzahl
- Typ I: Einzelfuß oder Paar, teilweise besser der Anatomie folgend, ohne Zehen

## Technische Ausführung
Da es auf den Kanarischen Inseln keine verwertbaren Erzvorkommen gibt, besaßen die Ureinwohner keine Metallwerkzeuge. Auf einigen Inseln wurden Obsidiane gefunden, die für die Bearbeitung von Steinflächen geeignet sind. Die meisten Petroglyphen wurden mit harten Steinen bzw. Steinsplittern hergestellt. Bei der Schlagtechnik (span. picado, percusión) werden mit einem spitzen Stein kleine Felsbröckchen aus der zu bearbeitenden Fläche herausgebrochen. Die einzelnen eingeschlagenen Punkte können nahe beieinander liegen, so dass sie Linien bilden. In einigen Fällen liegen die Punkte aber auch weiter auseinander es entstehen aber trotzdem optisch Verbindungen zwischen diesen Punkten. Mit diesem Verfahren lassen sich auch gebogene Linien darstellen. Bei der Ritztechnik (span. incisión) werden Linien in die zu bearbeitende Fläche eingeritzt. Auf diese Art sind gebogene Linien nicht so einfach auszuführen. In einigen Fällen, z. B. bei einem Teil der Ritzungen der Piedra del Majo (Zonzamas), wurden die eingeschlagenen oder eingeritzten Linien nachträglich durch Schaben nachgearbeitet.

## Fundorte
Der Schwerpunkt der Fundstellen von Podomorfos auf den Kanarischen Inseln liegt, sowohl im Bezug auf die Menge der Fundstellen als auch auf die Anzahl der jeweiligen Darstellungen, auf den Inseln Fuerteventura und Lanzarote. Die Fundstelle mit der größten Anzahl von Podomorfos ist in der Montaña de Tindaya auf dem Gebiet der Stadt La Oliva auf der Insel Fuerteventura. Es gibt dort mehr als 217 Umrisse von Füßen auf 52 Paneelen. Weitere Fundstellen auf der Insel sind Tisajoire und Los Lajas (La Oliva); Castillejo Alto (Pájara); Pico de la Muda, Morro del Humilladero und La Majada del Sol (Betancuria); Las Peñitas (Vega de Río Palmas). Auf Lanzarote ist in der Zona Arqueológica Zonzamas auf der Piedra del Majo eine große Anzahl unterschiedlicher Podomorfos zu erkennen. Auch auf der Peña del Conchero sind eine Reihe dieser Darstellungen. Weitere Fundorte sind die Cueva Palomas (Femés), Peña de María Herrera (Haría) und Pozo de la Cruz (Yaiza). Auf der Insel El Hierro wurden in der Zona Arqueológica de El Julan neben einer großen Anzahl anderer Petroglyphen auch Podomorfos gefunden. Auf Gran Canaria gibt es Podomorfos im Barranco de Balos (Agüimes) und auf Teneriffa am Roque de Bento (Arona).
Podomorfos erscheinen in verschiedenen Fällen zusammen mit anderen Petroglyphen auf einem Paneel. Dabei ist nicht sicher, dass sie auch gleichzeitig angelegt wurden. Das ist in einigen Fällen zweifelhaft, da die Podomorfos und andere Petroglyphen in unterschiedlichen Techniken hergestellt wurden. Ebenso finden sich Podomorfos einzeln oder in der unmittelbaren Umgebung von sonstigen archäologischen Fundstätten wie Gebäuden, Wohn- oder Beisetzungshöhlen.

## Bedeutung
Um die Bedeutung der Podomorfos zu erklären, sind weitere Untersuchungen im Bezug auf ihre Entstehung, ihre Lage, Anordnung auf den Flächen und den Zusammenhang mit anderen archäologischen Funden notwendig. Schlüssige Erklärungen können nach dem bisherigen Forschungsstand nicht gegeben werden.